# Evansville (Illinois)
Evansville – wieś w Stanach Zjednoczonych, w stanie Illinois, w hrabstwie Randolph.